# Hormônio estimulante da tiroide

Glândula tiroide.

O hormônio estimulante da tireoide (português brasileiro) ou hormona estimulante da tiroide (português europeu)}, tirotrofina, tiroestimulina, ou simplesmente TSH (do inglês, thyroid-stimulating hormone) é um hormônio que induz a maior ou menor atividade da tireoide. O TSH é liberado pela adenoipófise e age nas células produtoras dos hormônios tireoidianos, tiroxina (T4) e triiodotironina (T3).

## Ação do TSH na tireoide
A glândula tiroide é constituida por folículos tireoidianos, que são preenchidos por uma substância aquosa chamada colóide que contém um complexo proteico iodado, a tireoglobulina que é produzida pelas células foliculares. Então a estimulação do TSH na tireóide vai induzir a endocitose da tireoglobulina pelas células foliculares, a tireoglobulina irá sofrer a ação de enzimas lisossomais para formar os hormônios Tiroxina (T4) e Triiodotironina (T3) que são liberados na corrente sanguínea.

## Regulação do nível de hormônio da tireoide
O TSH estimula a tireoide a secretar o hormônio tiroxina (T4), que é convertido em triiodotironina (T3), o hormônio ativo que estimula o metabolismo. O hipotálamo, na base do cérebro, produz o hormônio tirotropina-estimulante (TRH), que estimula a hipófise a produzir TSH. O hipotálamo também produz somatostatina, que tem efeito oposto sobre a produção de TSH pela hipófise, inibindo a liberação deste.
A concentração dos hormônios da tiróide (T3 e T4) no sangue regula a liberação de TSH pela hipófise; este é um exemplo de retroalimentação (feedback) negativa.

## Doenças Correlacionadas
| Nome da Doença                                                         | Descrição                                                                                              |
| ---------------------------------------------------------------------- | --- |
| Tiroidite de Hashimoto ou tireoidite autoimune ou tireoidite sub-aguda | Doença autoimune e a causa mais comum de inflamação da tireoide (tiroidites).                          |
| Hipertireoidismo                                                       | Doença endócrina caracterizada pelo excesso de produção de hormônio pela glândula tireoide.            |
| Hipotireoidismo                                                        | Deficiência de hormônios produzidos pela glândula tireoide: a tri-iodotironina (T3) e a tiroxina (T4). |
| Tireoidite                                                             | Grupo de doenças que causam inflamação da glândula tireóide.                                           |